# علي حسن فدقع
علي حسن فدقع (1916م - 1996م)، هو أديب وشاعر سعودي ورئيس بلدية جدة الأسبق. من مواليد 1916م/1335هـ في حارة الباب بمكة المكرمة. وكان سادس من حصلوا على الشهادة الجامعية في السعودية، حيث حصل على ليسانس في القانون من العراق. ثم ابتعث إلى جامعة فؤاد الأول (جامعة القاهرة الآن) إلا أنه لم يمكث فيها سوى ستة أشهر، التحق بعدها بوزارة المالية المصرية متدربا على إعداد الميزانيات، وشارك بالفعل في الإعداد لإحدى الميزانيات المصرية في اثناء تدربه. ثم عاد إلى السعودية ليشارك في إعداد أول ميزانية سعودية.
عمل في العديد من المناصب المالية والإدارية والقانونية، وكان عضواً بمؤسسة «عكاظ» للصحافة و النشر، وله مقالات منشورة في الصحافة المحلية، كما كان معلقاً سياسياً في «جريدة البلاد» مدة طويلة. وله إنتاج شعري وأدبي منشور بالصحافة المحلية، واهتمام بأدب الرحلات.
توفي يوم 28 أغسطس 1996 الموافق لـ 11 - 4 -1417هـ

## من أعماله الأدبية
- أيام في الشرق الأقصى.
- عشرون ليلة وليلة في ألمانيا الغربية.
- نفثات من أفلام الشباب الحجازي.